# 山口県立大学
山口県立大学（やまぐちけんりつだいがく、英語: Yamaguchi Prefectural University）は、山口県山口市桜畠6-2-1に本部を置く日本の公立大学。1941年創立、1996年大学設置。大学の略称は県大（けんだい）。

## 沿革

### 年表[1]
- 1941年 - 山口県立女子専門学校設立。
- 1950年 - 山口女子短期大学に改組（国文科、家政科）。
- 1957年 - 保育科を増設。
- 1975年 - 短期大学を改組し、山口女子大学設立（文学部国文学科・児童文化学科、家政学部食物栄養学科・被服学科）。
- 1976年 - 短期大学を廃止。
- 1991年 - 家政学部を改組し、食生活科学科・栄養学科・生活デザイン学科を置く。
- 1994年 - 文学部改組転換し、国際文化学部（国際文化学科）、社会福祉学部（社会福祉学科）を開設。
- 1996年 - 男女共学化し山口県立大学に改称、看護学部（看護学科）開設。
- 1998年 - 家政学部を改組転換し、生活科学部（生活環境学科・栄養学科・環境デザイン学科）を開設。
- 1999年 - 大学院修士課程を開設（国際文化学研究科国際文化学専攻、健康福祉学研究科健康福祉学専攻・生活健康科学専攻）。
- 2006年4月 - 公立大学法人山口県立大学となる。
- 2007年 - 看護学部と生活科学部を改組して看護栄養学部に、国際文化学部に文化創造学科を設置。
- 2012年 - 別科助産専攻を開設。
- 2023年 - 山口県教育委員会が山口県立大学に対し山口県立周防大島高校の設置者変更と、2026年4月の附属高校設置を目標とすることを了承。
- 2025年 - 国際文化学部に情報社会学科を設置（予定）[2]。

## 組織構成

### 学部
- 国際文化学部
  - 国際文化学科（定員50名）
  - 文化創造学科（定員45名）
  - 情報社会学科（定員40名）（2025年度開設予定）
- 社会福祉学部
  - 社会福祉学科（定員103名）
- 看護栄養学部
  - 看護学科（定員55名）
  - 栄養学科（定員42名）

### 研究科
- 国際文化学研究科
  - 国際文化学専攻（修士課程）
- 健康福祉学研究科
  - 健康福祉学専攻（博士前期課程）
  - 健康福祉学専攻（博士後期課程）

### 別科
- 助産専攻（1年）

### 附属機関
- 図書館
- 郷土文学資料センター
- 地域共生センター
- 地域デザイン研究所
- 看護研修センター - 感染管理認定看護師教育課程（特定行為研修を組み込んでいる教育課程）[3]

#### 附属学校
- 山口県立周防大島高校 - 2026年度より設置者を山口県立大学とすることとし、附属校化することとなった（予定）[4]。

## 大学関係者

### 教職員
- にしゃんた - 国際文化学部元准教授（現・羽衣国際大学准教授）（龍谷大学院卒）
- 田村洋 - 国際文化学部元教授、山口県立大学名誉教授、作曲家、山陽小野田市芸術顧問（山口芸術短期大学音楽科卒）
- 浅羽祐樹 - 国際文化学部元准教授、小此木賞受賞者（現・同志社大学グローバル地域文化学部教授）（立命館大学、ソウル大学校院卒）
- 大和保男 - 大学院非常勤講師、陶芸家

### 出身者

#### 山口女子短期大学
- 華城文子 - 小説家

#### 山口女子大学
- 松田紀子 - 雑誌・書籍編集者、コミュニケーション・ディレクター

#### 山口県立大学
- 小田桃花 - スポーツクライマー　国際文化学部卒
- 小林愛子 - フリーパーソナリティー （元エフエム山口）国際文化学部卒
- まなてぃ - お笑い芸人

## 対外関係

### 他大学との協定

#### 国外[5]
- 中国 曲阜師範大学
- 中国 青島大学
- 韓国 慶南大学校
- 韓国 釜山大学校人文大学
- カナダ ビショップス大学
- アメリカ合衆国 センター大学
- スペイン ナバラ州立大学
- フィンランド ラップランド大学

### 高大連携[6]
- 野田学園高等学校
- 山口県立華陵高等学校
- 山口県立宇部高等学校

### 地域連携[6]
- 株式会社丸久
- 生活協同組合コープやまぐち
- 美祢市
- 綜合病院 山口赤十字病院
- 山口市
- 防府市
- 長門市
- 山口県立病院機構
- レノファ山口FC
- 山口フィナンシャルグループ
- 株式会社データ・キュービック
- 株式会社YMFG ZONEプラニング

## 交通アクセス
- JR山口線「宮野駅」より徒歩4分[7]
- 防長バス「県立大学前停留所」より徒歩1分[7]

## 不祥事

### セクハラ問題
- 看護栄養学部の男性教授が、2011年6月から7月にかけて、同学部の女子学生を正当な理由なく自宅へ連れ込んだりホテルへ連れ込み怒鳴りつけ精神的に女子学生を追い詰めたり、この女子学生の実家を勝手に撮影するなどしていたことが判明し、同大学はセクシャルハラスメントやストーカー行為に相当するとして、この教授を停職6ヵ月の懲戒処分とした。また、女子学生の友人に対して、女子学生と関わるなら単位はあげられないなど脅していた[8][9]。